# Sarracena euides
Sarracena euides là một loài bướm đêm trong họ Geometridae.